# Agence de développement économique de la Corse
Les missions de l'Agence de développement économique de la Corse (ADEC) sont d'aider à la création et au développement d'entreprises et d'emplois, de soutenir les projets d'actions collectives par la structuration des filières et des secteurs d'activité, de favoriser la création de zones d'activités, de promouvoir l'économie rurale et les Technologies de l'Information et de la Communication, d'assurer les travaux d'évaluation et de l'observation des politiques économiques.
Depuis 2021, le président de l'agence est Alexandre Vinciguerra, membre du Conseil exécutif de Corse.